# راجيش بيتر
راجيش بيتر (18 أغسطس 1959 - 16 نوفمبر 1995) هو لاعب كريكت هندي. شارك مع منتخب الهند الوطني للكريكت.